# Marion Merklein
Marion Merklein (* 4. Mai 1973 in Nürnberg) ist eine deutsche Ingenieurin. Sie ist Professorin für Fertigungstechnologie an der Friedrich-Alexander-Universität Erlangen-Nürnberg. Marion Merklein entwickelte ein Formgebungsverfahren für Leichtmetalle, das die industriellen Produktionsketten im Automobilbau, im Schienen- und Luftverkehr verbessert.

## Leben und Wirken
Marion Merklein schloss 1997 ihr Studium als Diplom-Ingenieurin der Werkstoffwissenschaften an der Friedrich-Alexander-Universität Erlangen-Nürnberg (FAU) ab. Im Jahre 2001 promovierte sie mit dem Thema „Laserstrahlumformen von Aluminiumwerkstoffen – Beeinflussung der Mikrostruktur und der mechanischen Eigenschaften“. Sie habilitierte sich 2006 im Fachgebiet Fertigungstechnologie mit der Habilitationsschrift „Charakterisierung von Blechwerkstoffen für den Leichtbau“. Merklein erhielt danach drei Rufe und ist seit 2008 Leiterin des Lehrstuhls für Fertigungstechnologie an der Friedrich-Alexander-Universität.
Neben Forschung und Lehre ist sie seit Januar 2017 außerdem in der Universitätsleitung als Sonderbeauftragte für die Standortentwicklung der Technischen Fakultät der FAU tätig.

## Forschungsschwerpunkte
Merkleins Forschungsthemen liegen an der Schnittstelle zwischen Werkstoffwissenschaften und Fertigungstechnologie. Sie setzt numerische Methoden und Prozessanalysen ein, um die Entwicklungszeit für Bauteile und Verfahren zu verkürzen und Fertigungsprozesse robuster zu gestalten. In ihren Arbeiten bezieht sie Fragestellungen industrieller Großproduktionen mit ein und sucht nach ressourcen- und energiesparenden Lösungen. Sie hat mehr als 300 wissenschaftliche Arbeiten veröffentlicht und zahlreiche Auszeichnungen erhalten.

## Mitgliedschaften
- 2014: Mitglied der Deutschen Akademie der Technikwissenschaften

- 2015: Mitglied der Deutschen Akademie der Naturforscher Leopoldina
- 2015: Mitglied der Berlin-Brandenburgischen Akademie der Wissenschaften
- Mitglied bei acatech Deutsche Akademie der Technikwissenschaften

## Auszeichnungen und Ehrungen (Auswahl)
- 2004: Heinz-Maier-Leibnitz-Preis der Deutschen Forschungsgemeinschaft (DFG)
- 2006: Verleihung des Ehrenrings des VDI
- 2006: Verleihung des Cramer-Klett-Preises durch den VDI Bayern-Nordost[4]
- 2009: Sydney H. Melbourne Award der amerikanischen Society of Automotive Engineers (SAE) und des American Iron and Steel Institute (AISI)
- 2013: Gottfried Wilhelm Leibniz-Preis der DFG
- 2017: 25-Frauen-Award von Edition F[5]
- 2018: Bayerischer Verdienstorden
- 2024: Frederick W. Taylor Medal[6] der SME (Society of Manufacturing Engineers)

## Veröffentlichungen
- Liste der Veröffentlichungen